# Pysariwka (rejon szarogrodzki)
Pysariwka (ukr. Писарівка) – wieś na Ukrainie, w obwodzie winnickim, w rejonie szarogrodzkim.